# Шикачик суланський
Шика́чик суланський (Edolisoma sula) — вид горобцеподібних птахів родини личинкоїдових (Campephagidae). Ендемік Індонезії.

## Поширення і екологія
Суланські шикачики є ендеміками островів Сула. Вони живуть в тропічних лісах.